# Dracaena aletriformis
Dracaena aletriformis és una espècie de planta de la família de les asparagàcies, anteriorment inclosa en les rusàcies. Es troba als boscs de l'est de Sud-àfrica, des de Port Elizabeth fins a Gauteng. També a Eswatini, però és més comuna als boscos de les terres baixes i dunes de KwaZulu-Natal.

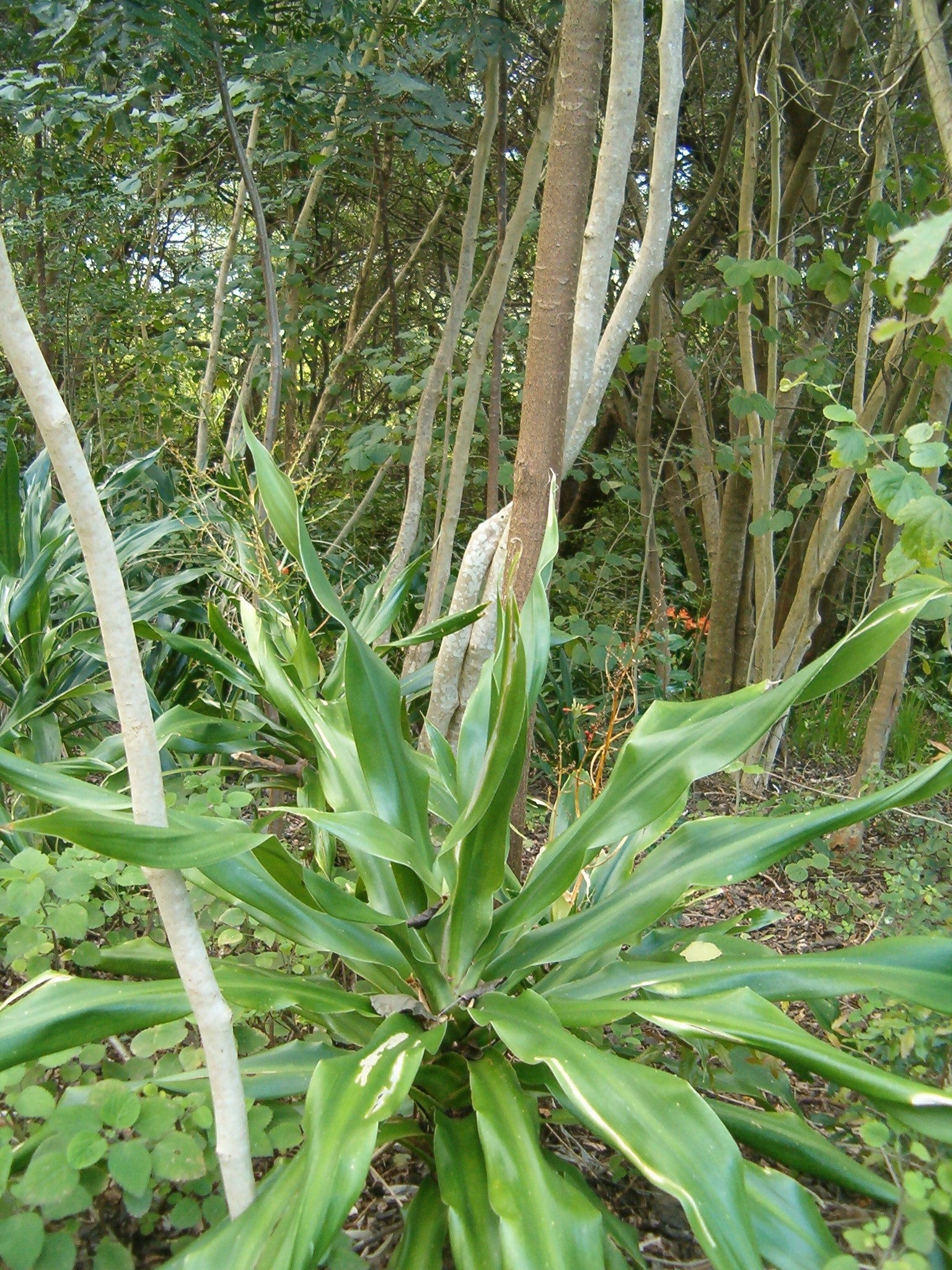
Al seu hàbitat

## Descripció
Té una tija única o ramificada (generalment a la base). Les fulles són grans i com cintes en forma de rosetes a la punta de la tija. Les fulles són de color verd, brillants i fosques, amb marges blanquinosos. Aquestes plantes poden créixer fins als 4 m d'alçada. Les flors són de color blanc platejat i es descriuen com dolçament perfumades. Els fruits, baies, amb dos lòbuls, maduren a un color vermellós ataronjat.

## Ecologia
Les flors s'obren a partir del vespre fins al matí d'hora per atraure les arnes nocturnes com a pol·linitzadores. Els ocells mengen els fruits, ajuden a eliminar la polpa de taronja que conté un inhibidor del creixement que d'altra manera frena la germinació de les llavors. Els cargols i les larves de la papallona Artitropa erinnys se n'alimenten de les fulles, i els ocells i ratolins fan els seus nius entre les fulles d'aquesta planta.

## Taxonomia
Dracaena aletriformis va ser descrita per (Adrian Hardy Haworth) Jan Just Bos i publicada en Flora of Southern Africa 5(3): 3. 1992.

### Etimologia
- Dracaena: nom genèric que deriva del grec drakaina, 'drac', fent referència a la Dracaena draco. Aquest arbre, a la població local de les Illes Canàries, va ser considerat un drac i li van atribuir propietats màgiques.
- aletriformis: epítet compost que significa 'amb la forma d'Aletris'.

### Sinonímia
- Pleomele hookeriana (Kuntze) N.E.Br.
- Draco hookeriana Kuntze
- Dracaena latifolia Regel
- Dracaena hookeriana K. Koch
- Yucca aletriformis Haw.[6]